# مقاطعة راز
مقاطعة راز  (بالفارسية: رازوجرگلان) هي مقاطعة في محافظة خراسان الشمالية، إيران. في تعداد عام 2006، كان عدد سكانها 55418 نسمة. مقاطعة لديها مدينة واحدة: راز. يوجد بالمقاطعة ثلاث مقاطعات: مقاطعة غلامان الريفي، ومنطقة جرغلان الريفي، ومنطقة قسم راز الريفي.